# Bandiera berbera

Bandiera berbera

La bandiera berbera (in berbero: ⴰⵛⵏⵢⴰⵍ ⴰⵎⴰⵣⵉⵖ, Acenyal Amaziɣ) è la bandiera dei berberi, il popolo indigeno del Nordafrica.
Nel 1970 l'Accademia berbera ha proposto la prima bandiera berbera progettata dal militante Mohand-Aârav Bessaoud.
Nel 1998 il Congresso Mondiale Amazigh l'ha riconosciuta come bandiera ufficiale a Tafira nell’isola di Las Palmas (isole Canarie). Le isole erano infatti precedentemente abitate dai Guanci, un antico popolo berbero.
La bandiera si compone di tre colori: blu, verde e giallo a bande orizzontali della stessa altezza, e la lettera neo-tifinagh ⵣ (Yaz o AZA).
Ogni colore si riferisce ad un elemento di Tamazgha, il territorio abitato fin dall'antichità dai berberi:
- Il blu rappresenta il Mar Mediterraneo e l'Oceano Atlantico;[1]
- il verde rappresenta il Bled, l'ampia fascia di territorio coltivabile e le montagne verdi;[1]
- il giallo rappresenta la sabbia del deserto del Sahara.[1]

La lettera Z dell'alfabeto tifinagh in colore rosso rappresenta tutti coloro che sono caduti lottando per il riconoscimento della lingua e della cultura berbera, ed è inoltre il simbolo della resistenza e della vita.

## Divieto in Algeria
In seguito alle manifestazioni che nel corso del 2019 hanno percorso l'Algeria, portando alla sospensione delle elezioni per il presidente della repubblica e manifestando una richiesta di maggiore democrazia, il capo di stato maggiore, Gaied Salah, constatando che molti manifestanti recavano, oltre alla bandiera nazionale anche dei vessilli berberi, ha pubblicamente dichiarato, il 19 giugno, di non tollerare queste bandiere, invitando ad arrestare chi non avesse obbedito a questa ingiunzione. Ed in effetti, nei giorni successivi si sono moltiplicati gli arresti di attivisti berberi, accusati di "attentare all'unità nazionale", un reato passibile di condanne fino a 10 anni di prigione. Anche se dopo l'arresto molti sono stati scarcerati, ai primi di settembre, Human Rights Watch calcolava che ancora una quarantina di persone si trovavano in prigione con questa accusa.